# Palais Losenovsk
 (mai 2024).
Le palais Losenovsk ou Losenovský palác (également maison U Labutí) est l'un des plus petits palais de la place  Hradčany à Prague. À l'origine un édifice Renaissance créé par la réunion de deux maisons à la fin du XVIIe siècle, il fut reconstruit dans le style baroque vers le milieu du XVIIIe siècle et modifié en 1842 dans le style classique. Il est répertorié monument protégé depuis 1964.

## Histoire et description
Les deux maisons Renaissance furent réunies à la fin du XVIIe siècle et transformées au milieu du XVIIIe siècle en un petit palais de ville. En 1842, le constructeur Jan Maximilián Heger réalise une modification classiciste. 
Au XXe siècle, le bâtiment était utilisé comme logement ; dans les années 1945-1948, par exemple, la famille du diplomate Josef Korbel y vivait (dont sa fille Madeleine Albright). Dans les années 1960, le rez-de-chaussée a été transformé en bar à vin et le restaurant U Labutí existe toujours.